# Chronique d'une mort retardée
Chronique d'une mort retardée est une pièce de théâtre écrite par Pierre Clémenti en 1992 et représentée pour la première fois le 11 novembre 1992 à Nice, au théâtre Le Rouge Et le Noir. Pièce jouée la même année à Paris au théâtre du Tourtour et reprise au festival d'Avignon en 1998 au théâtre des Deux Roues, Mise en scène de l'auteur.
C'est un monologue joué par Pierre Clémenti, calé sur une bande-son contenant de la musique (créée par Christine Leclère et Philippe Madilian puis jouée par leur groupe Tungsten) et deux voix off (la sienne et celle de Christine Leclère qui joue le personnage de la Mort). Cette bande-son a été enregistrée aux Studio Marylin à Cagnes-sur-Mer.

## Fiche technique
- Décor : Gérard Constant
- Régie son et lumière : Greg
- Directeur de scène : Louis Guillaume
- Assistants : Ph. Mazauric et Madeleine Baudet
- Photos : Yoan Guigonis